# 메르지예 다부도바
메르지예 유시프 그즈 다부도바(아제르바이잔어: Mərziyyə Yusif qızı Davudova, 러시아어: Марзия Юсуф кызы Давудова 마르지야 유수프 키지 다부도바[*], 타타르어: Мәрзия Йосыф кызы Давытова, 1901년 11월 25일 아스트라한 ~ 1962년 1월 6일 바쿠)는 아제르바이잔의 타타르족 출신 배우이다.
1917년 아스트라한 타타르 극장 소속 배우로 데뷔했으며 1920년부터 아제르바이잔에 정착했다. 아제르바이잔 국립극단 소속 배우로 활동한 뒤부터 소련의 정부 선전 연극에서 소련의 새로운 시대에 부합하는 영웅적인 여자, 독립적인 여자 역할을 맡았다. 1949년에는 인민예술가 칭호를 받았다.